# Szorcówka
Szorcówka – wieś w Polsce położona w województwie lubelskim, w powiecie zamojskim, w gminie Skierbieszów.
W latach 1975–1998 miejscowość administracyjnie należała do województwa zamojskiego.
Wieś jest sołectwem w gminie Skierbieszów. Według Narodowego Spisu Powszechnego z roku 2011 wieś liczyła 46 mieszkańców.
Wierni Kościoła rzymskokatolickiego należą do parafii Wniebowzięcia Najświętszej Maryi Panny w Skierbieszowie.

## Historia
Szorcówka w wieku XIX wieś nad rzeką Kalinówką w powiecie zamojskim, gminie i parafii Skierbieszów. Wieś odległa od Zamościa 20 wiorst według noty słownika posiadała osad 16, mieszkańców w tym katolików 146 i ziemi ornej 183 morgi. W 1827 roku było tu 17 domów i 61 mieszkańców.
Był też folwark Majdan Szorcówka.